# Баржице-Велке Тјешани
Баржице-Велке Тјешани (чеш. Bařice-Velké Těšany) је насељено мјесто са административним статусом сеоске општине (чеш. obec) у округу Кромјержиж, у Злинском крају, Чешка Република.

## Становништво
Према подацима о броју становника из 2014. године насеље је имало 441 становника.